# Brian: Retrato de un perro
«Brian: Portrait of a dog» (titulado «Brian: retrato de un perro» en España e Hispanoamérica) es el séptimo y último episodio de la primera temporada de la serie Padre de familia emitido en Estados Unidos el 16 de mayo de 1999 a través de FOX. La trama se centra en Brian, quien convencido por Peter, decide tragarse su propio orgullo para participar en un concurso canino para comprarse un aparato de aire acondicionado con el dinero del premio. Sin embargo acaba discutiendo con su dueño por el trato recibido y decide abandonar su hogar. En la calle descubre que es un ciudadano de segunda que acaba metiéndose en problemas.
El episodio está escrito por Gary Janetti y dirigido por Michael Dante DiMartino. Como artistas invitados, prestan sus voces a sus personajes: Butch Hartman, Rachael MacFarlane, Dick Van Patten, Mary Scheer, Joey Slotnick y Wally Wingert aparte del resto del equipo artístico de la serie.

## Argumento
En Quahog, una ola de calor azota la ciudad, y los Griffin al no tener un aire acondicionado empiezan a sufrir por las altas temperaturas. De pronto, Peter descubre que todos aquellos dueños que apunten a sus perros a una exposición canina tienen la posibilidad de ganar 500 dólares, por lo que trata de convencer a Brian de que participe para poder costear el aparato. A pesar de sus reticencias, acepta y cuando llega la hora de salir hace una exhibición perfecta. Sin embargo empieza a sentirse humillado cuando al finalizar la prueba, Peter le pone una galleta en la nariz en señal de "buen trabajo", por lo que se niega a seguir perpetuando el estereotipo de "buen perro" dejando en evidencia a Peter ante los ojos de los demás.
La discusión sigue de vuelta a casa y Brian decide bajarse del coche deambulando por la calle hasta bien entrada la noche cuando un agente de policía le detiene al pillarlo sin la correa con identificación. Esta experiencia le cuesta a Peter una multa por infringir la ley que dice que los perros deben ir atados, pero lejos de hacer reflexionar a Brian, la tensión va en aumento. A la mañana siguiente es la gota que colma el vaso después de que Peter le reproche a Brian su falta de gratitud a él y a su familia después de que empezara a recordarle que cuando lo acogió en su hogar, este era un perro callejero. Lejos de aliviar la situación, Brian empieza a sentirse dolido por hacer mención de su pasado y decide marcharse de casa, donde el trato que recibe es aún peor. Brian vuelve a su vida anterior, por otro lado Peter se compra un nuevo gato para llenar el vacío del can, sin embargo resulta ser un horror para la familia, los cuales le exigen que haga las paces con Brian y le traiga de vuelta. Peter, a medida que pasa el tiempo hasta que reconoce que le hecha de menos, a Brian le pasa todo tipo de infortunios ya que sufre discriminación por parte de la gente hasta que finalmente se convierte en el perro abandonado que fue antes, sin embargo cuando Peter consigue encontrarlo, la policía se lo lleva a la perrera tras agredir a un transeúnte. Mientras está a la espera de una sentencia, los Griffin se reúnen con él por primera vez en días.
Finalmente llega la sentencia donde les comunica que el can será sacrificado. Peter y la familia con el apoyo de una funcionaria ayuda a Brian con la apelación después de que Peter pidiera tiempo para revocar la condena. Mientras Peter trabaja en la apelación, Brian estudia las leyes para preparar su defensa. Sin embargo, cuando Brian empieza a presentar sus argumentos, el jurado se niega escuchar a un perro después de que este empezara a mencionar un famoso caso de discriminación racial, por lo que es desalojado de la sala. Antes de que se lleven a Brian, Peter interrumpe el juicio y trata de convencer a los jueces con un emotivo discurso para pedir el perdón del can, pero cuando estos siguen sin ponerse de parte del perro, Peter les soborna con 20 dólares a cambio de que liberen a Brian. Finalmente los cargos son retirados y los ciudadanos le permiten por primera vez beber de una fuente de la cual tenía prohibido beber mostrando así el mismo estatus que la ciudadanía. De vuelta a casa hacen las paces, y una vez a solas, Brian le lame la cara a Peter amenazándole después con "matarle" si lo cuenta a alguien.

## Producción

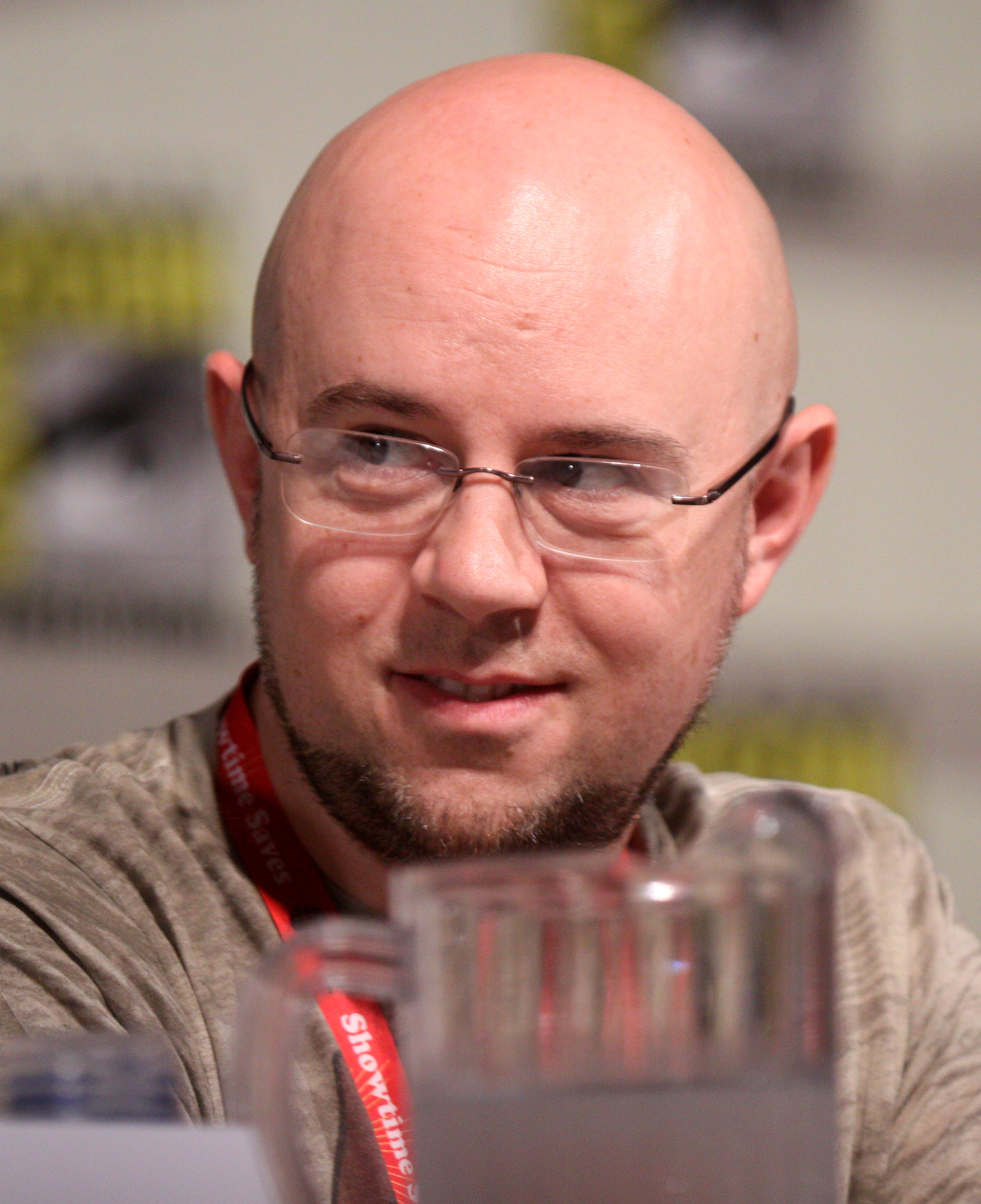
Michael Dante DiMartino dirigió el episodio

Brian: Portrait of a Dog está escrito por Gary Janetti siendo este su primer trabajo para la serie, y dirigido por el antiguo director de King of the Hill, Michael DiMartino, quien recién llegado a Padre de familia escribiría I Never Met the Dead Man, y más tarde se marcharía a crear y producir Avatar: The Last Airbender con Bryan Konietzko en los estudios de Nickelodeon Animation. Roy Allen Smith y Peter Shin fueron supervisores de dirección. Mike Henry, Neil Goldman, Andrew Gormley y Garrett Donovan trabajaron como editores y asistentes de los guionistas. Seth MacFarlane, David Zuckerman, Lolee Aries, David Pritchard y Mike Wolf fueron productores ejecutivos, mientras que Craig Hoffman, Danny Smith y Janetti hicieron de supervisores de producción. El episodio contó con las voces de los actores Mary Scheer, Dick Van Patten, Joey Slotnick, Wally Wingert y Rachael MacFarlane. Entre el reparto habitual se encuentran Lori Alan y el animador Butch Hartman.